# Filothei-Psychiko
Filothei-Psychiko (tiếng Hy Lạp: ?) là một khu tự quản ở vùng Attiki, Hy Lạp. Khu tự quản Filothei-Psychiko có diện tích 6 km², dân số theo điều tra ngày 18 tháng 3 năm 2001 là 30754 người.